# Spoonfed Hybrid
Spoonfed Hybrid – nieaktywny już zespół dream pop z północnej Anglii.
Zespół został założony w 1993 przez Iana Mastersa oraz Chrisa Trouta. Masters odszedł z zespołu, który założył w 1987, Pale Saints, który postanowił działać dalej bez niego. Trout był wcześniej gitarzystą w A.C. Temple, a także wydał projekt solowy i materiał zespołu pod nazwą Kilgore Trout.
Ich płyta debiutancka (Spoonfed Hybrid) została wydana w tym samym roku pod szyldem wytwórni 4AD. Singiel oraz mini-album powstał zanim drogi Mastersa i Trouta się rozeszły.
Obaj członkowie zespołu są autorami tekstów, osobno i wspólnie śpiewają oraz grają na większości instrumentów. Producentem pierwszego albumu był Duncan Wheat, singla oraz mini-albumu zespołu.

## Dyskografia
- Spoonfed Hybrid. Vinyl LP, cassette, and CD. 4AD Records. 1993.
- Bullets and Bees / Messrs Hyde. 7" vinyl. Free with LP version of Spoonfed Hybrid.
- Scary Verlaine. 7" clear vinyl. Le Tatou Colérique. 1995.
- Hibernation Shock. CD. Farrago Records. 1996.